# Parafia Niepokalanego Serca Najświętszej Maryi Panny w Barlinku
Parafia pw. Niepokalanego Serca Najświętszej Maryi Panny w Barlinku – rzymskokatolicka parafia należąca do dekanatu Barlinek, archidiecezji szczecińsko-kamieńskiej, metropolii szczecińsko-kamieńskiej. Siedziba parafii znajduje się w Barlinku. 
Parafia została erygowana 1 grudnia 1946 r. Powstała z podziału parafii św. Bonifacego w Barlinku. Kościół parafialny został wybudowany w stylu gotyckim na przełomie XIIi i XIV w.; przebudowany w XIX w. Mieści się przy ulicy Kościelnej.